# Guglielmo Jannelli
Pour les articles homonymes, voir Jannelli.
Guglielmo Jannelli (26 octobre 1895, Terme Vigliatore, hameau de la commune de Castroreale - 13 avril 1950, Castroreale) est un poète et érudit italien du mouvement littéraire et artistique futuriste. Il portait le titre de baron.

## Biographie
Guglielmo Jannelli naît en 1895 à Terme Vigliatore (qui n'était alors qu'un hameau de la commune de Castroreale) du chevalier Filipponeri Jannelli et de Salvatora Ravidà. Il fut un intellectuel sicilien appartenant au mouvement littéraire et artistique futuriste initié par l'écrivain Filippo Tommaso Marinetti. Il collabora en 1914 à la revue littéraire Lacerba de Giovanni Papini.
En 1915, il fonda, avec les écrivains Vann'Antò de Raguse et Luciano Nicastro, la revue La Balza futurista, paru à Messine, appartenant au mouvement futuriste de Marinetti, et qui devint par la suite le fer de lance du futurisme sicilien. Jannelli créa en 1919 un mouvement fasciste et futuriste à Messine, en effet il adhéra dès le début au Fascisme qu'il considérait comme un mouvement de la nouvelle jeunesse. Il critiqua l’adhésion de nombreux politiciens italiens au parti fasciste à la suite de la Marche sur Rome de 1922.
Un des mécènes principaux de Guglielmo Jannelli fut Fortunato Depero, poète italien appartenant lui aussi au mouvement futuriste. Guglielmo avait pour grand ami le peintre et sculpteur futuriste Giacomo Balla.
Guglielmo Jannelli faisait partie de la famille Jannelli de Castroreale dont on connait deux peintres nés au XVIIe siècle : Filippo Jannelli et Giovanni Andrea Jannelli. Les héritiers de Guglielmo Jannelli furent ses neveux Salvatorino et Letizia Stancanelli,. Le fait que Guglielmo Jannelli portait le titre de baron laisse aussi penser qu'il était un descendant de l'aide de camp Giuseppe Iannelli (né le 25 janvier 1773 à Palerme) à qui le roi de Naples, Joachim Murat, beau-frère de Napoléon Ier Bonaparte, avait conféré le titre de baron par décret le 17 avril 1812.

## Œuvres
- Le Manifeste futuriste sicilien, 1921, paru dans la revue Haschisch no 4, Catane.
- Les crises du fascisme en Sicile, 1924, édition de la Balza futurista, Messine.
- Le Théâtre Grec de Syracuse aux jeunes Siciliens !, 1924, édition de la Balza futurista, Messine.

## Source de la traduction
- (it) Cet article est partiellement ou en totalité issu de l’article de Wikipédia en italien intitulé « Guglielmo Jannelli » (voir la liste des auteurs).